# 대전 사이언스 콤플렉스
대전 사이언스 콤플렉스(영어: Daejeon Science Complex)는 대전광역시의 엑스포과학공원 재개발 사업의 명칭이고 엑스포타워(영어: EXPO Tower)는 대한민국 대전광역시 유성구 도룡동에 있는 마천루이다. 대전에서 가장 높은 건물이다. 엑스포타워는 최고 높이 193m, 지상 43층, 지하 5층으로 구성된다. 사이언스센터, 과학테마파크, 편의시설, 식음시설, 상업시설이 입주했다.
본 공모사업의 목표는 과학기반 클러스터의 동력을 만들고 대전을 상징하는 랜드마크를 계획하며, 부족한 지역주민의 여가문화 창출과 이와 더불어 공공성을 확보하는 것이다. 이를 위해 일상에서 쉽게 체험할 수 있도록 옥상시민공원을 조성하였고 복합적인 문화콘텐츠가 구성된 랜드마크 타워를 계획하였으며, 주변지역과의 관계를 위해 옥상공원에서 워터프론트F&B, 브릿지를 지나 갑천으로 자연스럽게 이어지는 친환경 친수공간과 많은 공공기여시설물들을 통해 시민들에게 다양한 환경이 제공될 수 있도록 구성하였다. 나아가 국제적 체류형 시설(의료 관광 숙박)을 통한 관광명소화 계획으로 세계인들이 찾아오고 싶어하는 장소가 될 수 있도록 계획하였다.

## 역사
2014년 해안건축이 설계를 맡았고 초고층 빌딩을 건립할 계획이 시작되었다. 2017년 디자인이 바뀌었고 11월과 12월에 디자인이 또 바뀌었다. 같은 해 12월 19일 기공식을 개최했다. 2018년 4월 27일 건축허가를 받아 6월 착공한다고 한다. 5월 18일 신축공사를 수주했다고 5월 21일 공시했다. 2018년 5월 착공하여 2021년 8월에 완공되었다.

## 건물

### 높이
엑스포타워의 높이는 193m이다. 대전광역시에서 가장 높은 건물이자 부산광역시를 제외한 비수도권에서 가장 높은 비주거용 건물이다. 대전역에 있는 마천루인 철도기관 공동사옥(28층, 150m), 대전에서 가장 높은 아파트인 금강 엑슬루 타워(102동, 103동, 105동 ~ 108동, 110동, 111동 170m, 50층), 2018년 7월에 완공된 서대전역 우방 아이유쉘 스카이팰리스(40층, 134m)를 제치고 대전에서 가장 높은 건물이 되었다. 대전 사이언스 콤플렉스의 층수는 43층이지만 금강 엑슬루 타워(102동, 103동, 105동 ~ 108동, 110동, 111동 170m)의 층수는 50층인데 대전 사이언스 콤플렉스보다 층수가 가장 높은 아파트라고 한다.

## 특징

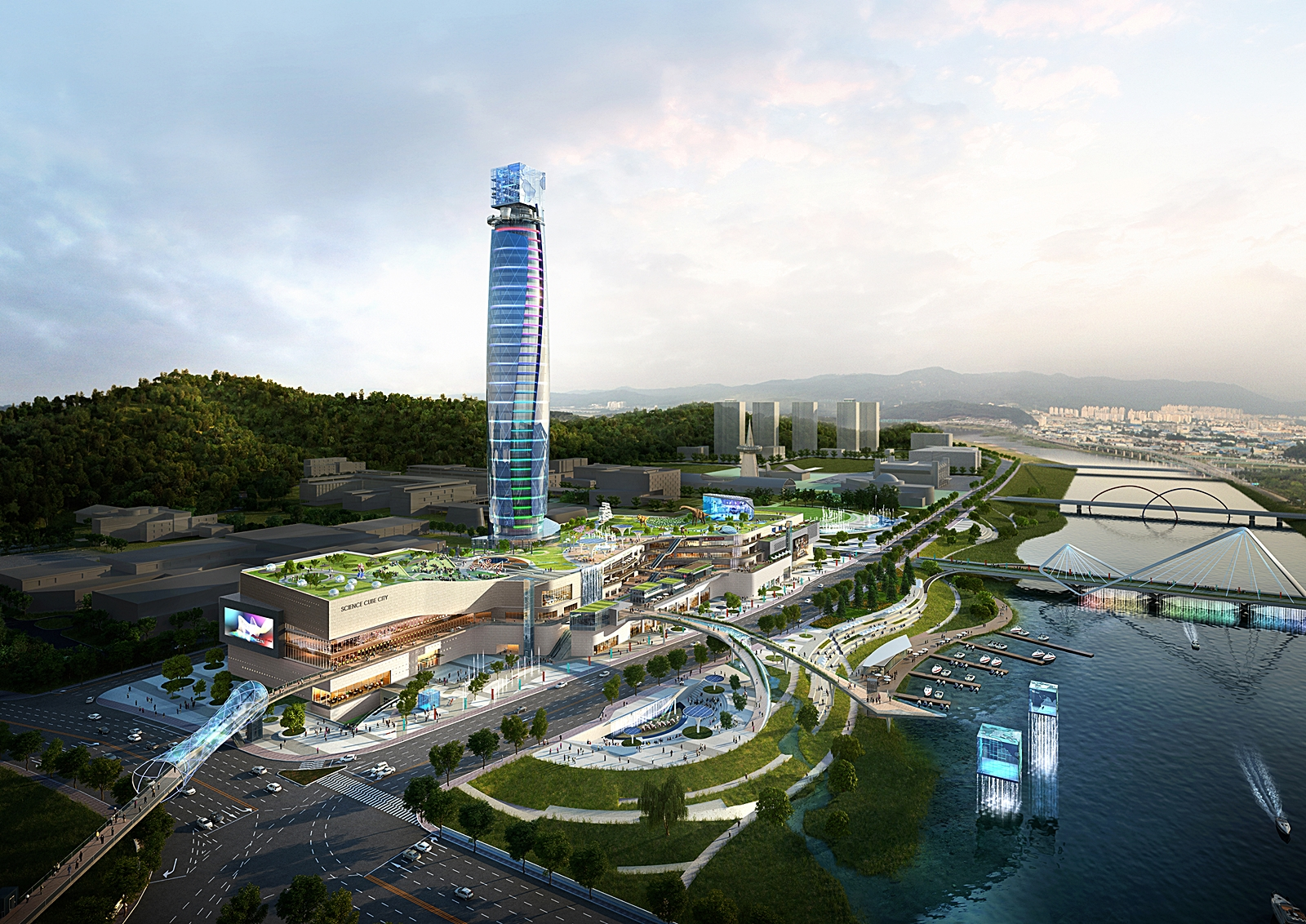
대전 사이언스 콤플렉스 구 조감도

과학기술도시 대전에 지어진 엑스포타워는 대전 최초의 랜드마크 빌딩이다. 엑스포타워와 대전신세계 Art&Science점이 있다.

## 시설

### 주요 시설

#### THE ART SPACE 193
지상 40층 ~ 42층에 위치한 전망대 갤러리다. 대전에서 가장 높은 전망대이다. 2021년 8월에 오픈했다. 입장료는 대인은 15,000원이고 소인은 12,000원이다. 전망대 운영시간은 오전 11시 30분부터 오후 8시 30분까지다. 전망대와 스타벅스 패키지 17,000원을 구입하면 전망대에서 연결되어 있는 38층에 있는 스타벅스 대전 엑스포 스카이점을 같이 이용할 수 있다. 신세계 대전점 홈페이지에서 예약할 수 있다. 현재는 영업하지 않는다.

## 갤러리

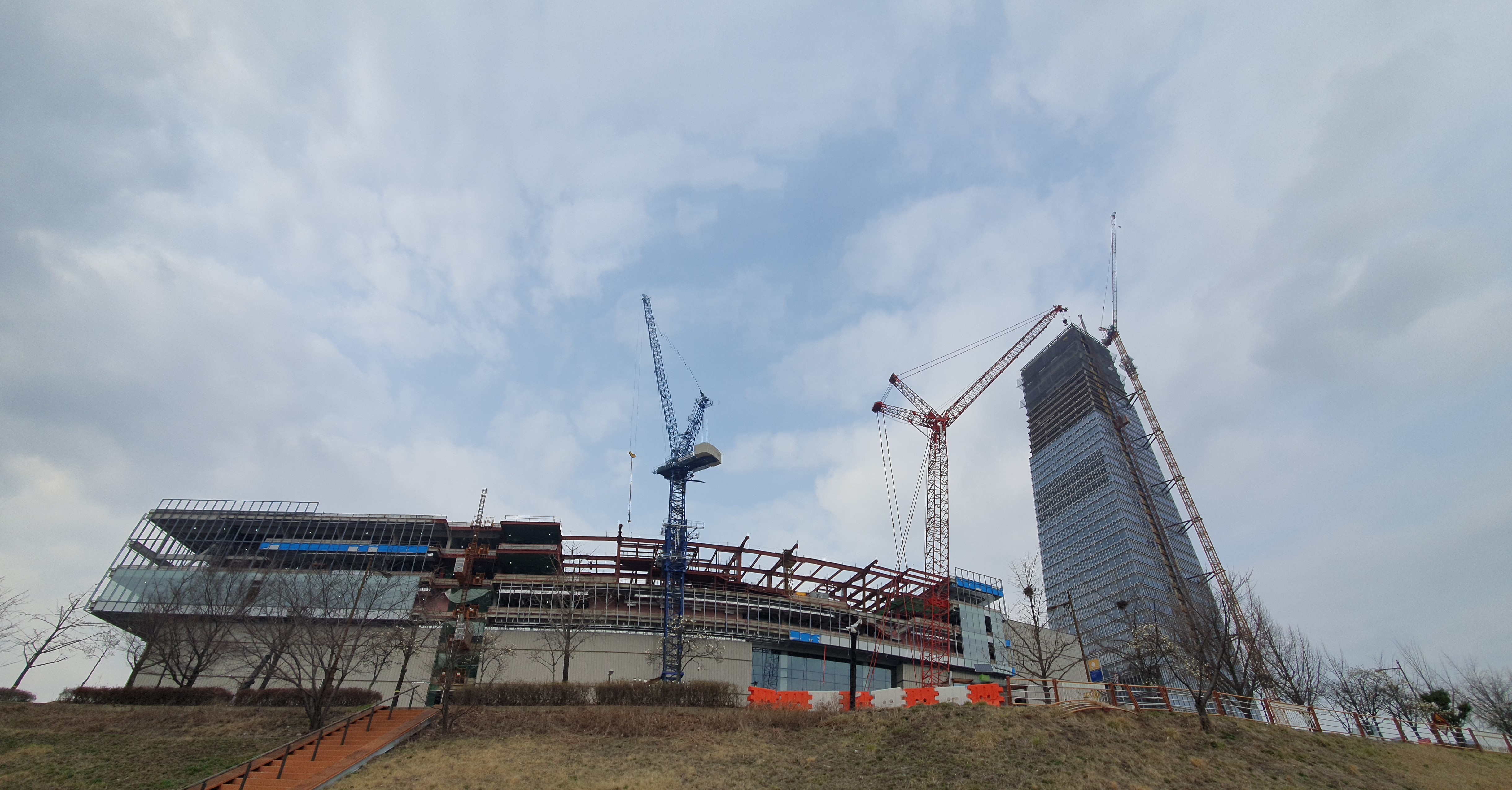
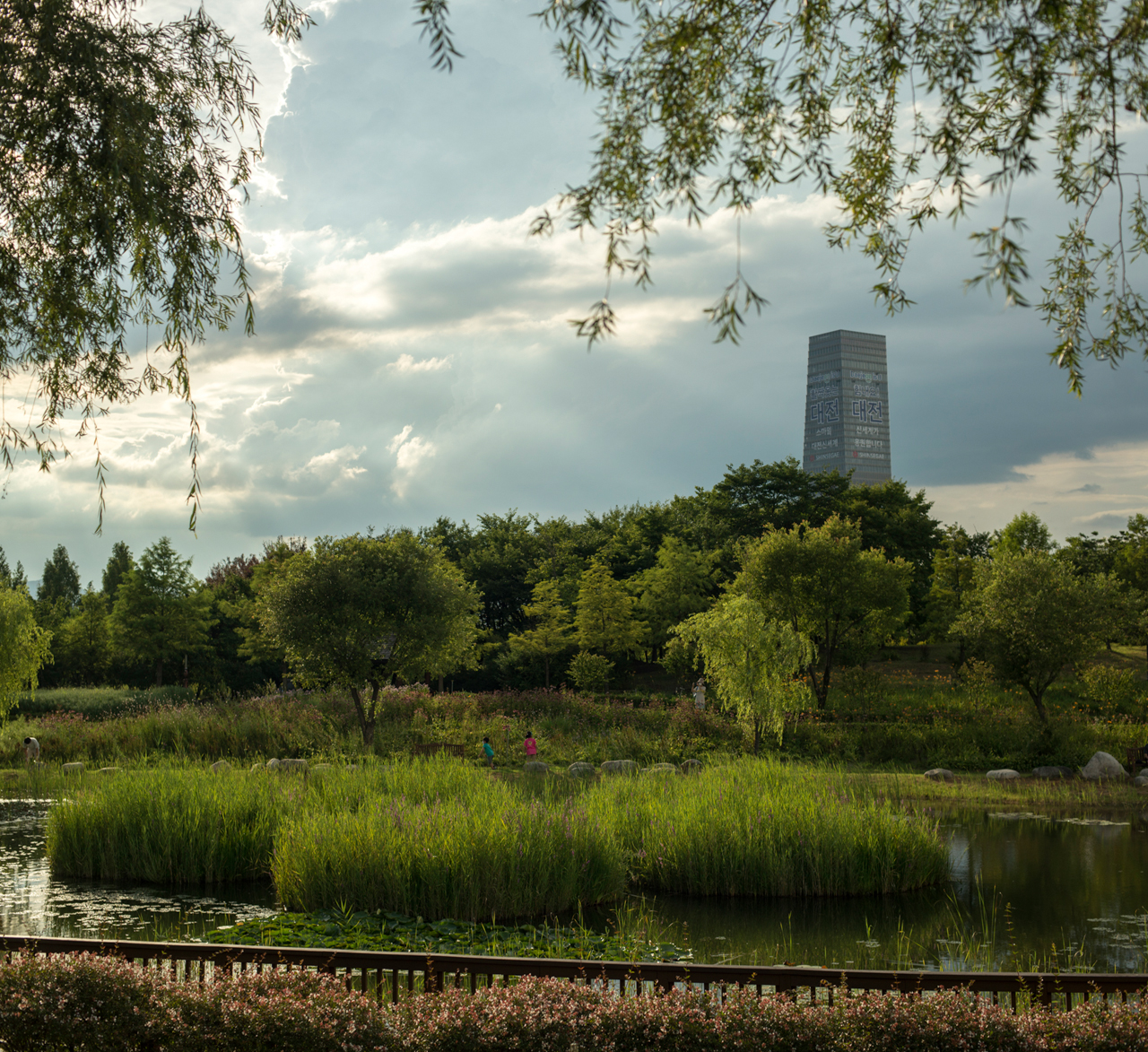
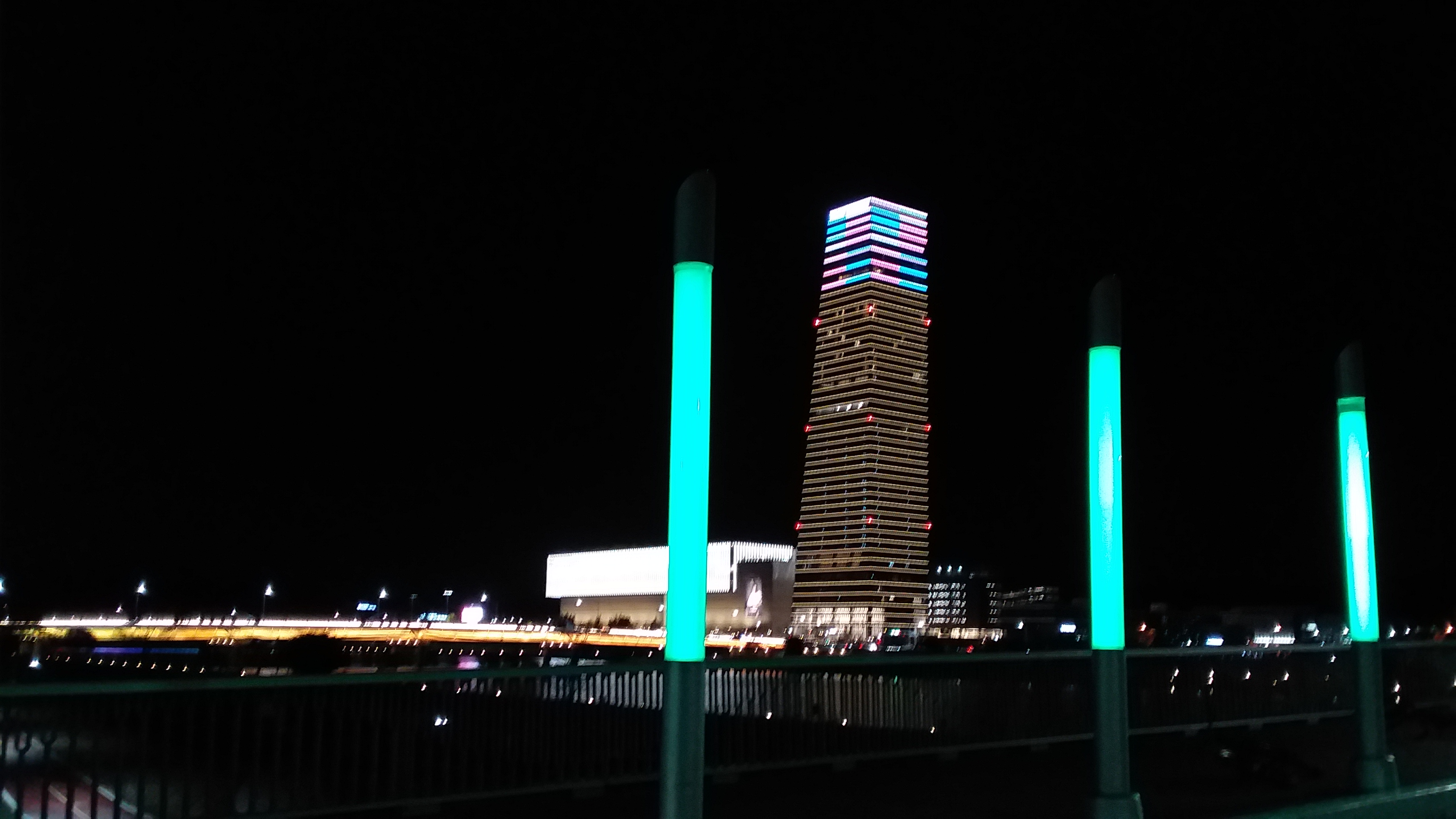

### 내부 시설
호텔, 업무시설, 전망대 등이 있다.
| 층수                | 시설 |
| ------------------- | --- |
| 40층 ~ 42층         | THE ART SPACE 193(전망대) |
| 38층                | 스타벅스 대전 엑스포 스카이점 |
| 26층 ~ 37층         | 호텔 오노마 |
| 8층 ~ 22층          | 업무시설 |
| 7층                 | 호텔 오노마, 호텔 리셉션, 레스토랑, 오노마 카페, 타운하우스&바 |
| 4층                 | 클리닉 & 스파, 피부과: 아이워너비 의원, 치과: 더 스마트 치과, 한의원: 엑스포 문지한의원, 약국: 정약국, 스파: 스파 에이르, 보그헤어 & 헤드스파, 아이성장 클리닉: 톨앤핏 |
| 1층 ~ 3층           | 로비, 호라이즌 카페 |
| 지하 1층            | 전망대 티켓부스 |
| 지하 3층 ~ 지하 2층 | 주차장 |
| 지하 5층 ~ 지하 4층 | 기계실, 전기실 |

## 같이 보기
- 신세계 (백화점)
- 엑스포과학공원
- 대한민국의 마천루 목록
- 대전광역시의 마천루 목록